# Doncaster Sheffield Airport
Doncaster Sheffield Airport
(IATA: DSA, ICAO: EGCN) är en internationell flygplats i South Yorkshire i England. Den ligger cirka 10 kilometer från Doncaster och cirka 30 kilometer från Sheffield. Flygplatsen används huvudsakligen av lågprisflygbolag.
Den byggdes under första världskriget som militärflygplats för Royal Flying Corps. Flygbas Finningly stängde 1996 och byggdes om till civil trafik. Den  öppnade som Robin Hood Airport Doncaster Sheffield i april 2005.